# 秋山虎繁
秋山 虎繁（あきやま とらしげ）は、戦国時代から安土桃山時代にかけての武将。甲斐国の戦国大名武田氏家臣で、譜代家老衆。武田信玄（晴信）・勝頼期に活動が見られ、武田二十四将にも数えられる。

## 生涯

### 出生から伊那郡代へ
『甲斐国志』によれば、父は秋山信任（新左衛門）とされるが、「信」は武田家の通字であるため、『甲斐国志』の記す虎繁の父親の実名に関しては疑問視されている。
確実な初見史料は天文18年（1549年）5月とされ、左近士親兵衛尉に対し、一月に馬三匹文の分国諸関諸役免許を与えた武田氏朱印状の奏者として見られる。
『高白斎記』によれば、天文22年（1553年）4月に落城した信濃国葛尾城（長野県坂城町）に在城して戦後処理を担当し、御一門衆の武田信繁が虎繁に対して指示を伝達している。
弘治2年（1556年）3月1日、信玄は南信伊奈郡へ出陣し国衆を悉く従えたが、上杉謙信が北信へ侵入してきたため一時的に対峙した（第三次川中島の戦い）。6月には再び伊奈郡へ出陣し、抵抗する者達を成敗した。同年10月、虎繁は伊奈郡の郡代を仰せつかり、大嶋城（長野県松川町）の城代を務めた。その麾下に付けられたのは、坂西周次（左衛門佐）と知久頼元（大和守）で、その勢は250余騎であった。
また信玄は山県昌景を相備として、その麾下に付けられたのは、小笠原信嶺（掃部太夫）、武田信廉（逍遥軒刑部少輔）、下条信氏（伊豆守）、松岡新左衛門尉、松岡刑部で、その勢は500余騎であった。
『甲陽軍鑑』によれば、虎繁ははじめ高遠城（伊那市高遠町）で「上伊奈郡代」（郡司）であったが、永禄5年（1562年）に信玄四男の諏方（武田）勝頼が高遠城主となると、飯田城（長野県飯田市）へ移ったという。ただし、虎繁が高遠城に在城した痕跡は見られないことが指摘される。
年未詳8月18日武田晴信書状において、信濃大嶋城に在城していた室住虎光（豊後守）と「秋山善右衛門尉」が、美濃国の斎藤道三が国境付近において軍勢を動かした際に、大嶋城において情勢を晴信に報告し、晴信から指示を与えられている。同文書は永禄4年（1561年）の第四次川中島の戦いで戦死している室住虎光の没年から、永禄初年頃、あるいは弘治元年（1555年）に推定されており、「秋山善右衛門尉」は虎繁を指すと考えられている。なお、この時には美濃国の国人の遠山氏支援のため同国苗木城（岐阜県中津川市）に在番していた可能性が指摘される。
これ以後も大嶋城に在番し続け、永禄2年（1559年）12月には伊奈郡の春近衆・赤須昌為の所領紛争の解決などに携わっている。虎繁は主に伊奈郡において、南信と接する美濃・遠江・三河国方面の軍事・外交に携わっており、『甲陽軍鑑』では虎繁を「伊奈郡代」としている。
永禄2年から永禄8年（1565年）頃に受領名「伯耆守」を受ける。同年には尾張国の織田信長との同盟交渉においては取次を務める。
永禄8年（1565年）には、美濃土岐郡の高野口（神篦城付近）で秋山虎繁と織田方（森長可）両軍の軍事衝突が起こった（高野口の戦い）（『信長公記』巻三）。
秋山虎繁と野村長門守が土岐郡に侵攻した際に、秋山は配下の仁木（山中）藤九郎なる者に150騎を授けて寺社を悉く焼討した。この時に土岐郡では定林寺、天福寺、明白寺が焼討されいったん廃寺となった。
永禄11年（1568年）には信長が本拠を置いていた岐阜へ赴いたという（『甲陽軍鑑』）。なお、「秋山善右衛門尉」と「秋山伯耆守」は活動時期から同一人物であると推定されており、後に織田信長が打ちとった敵将・攻略した城郭を記した『信長公御一代合戦之覚』（徳川林政史研究所所蔵古案）では、武田勝頼が織田信長・徳川家康連合軍に大敗した長篠の戦い以前に、虎繁を指していると考えられている「秋山善右衛門」の名が見られる。

### 駿河侵攻・西上作戦から信玄の死去
遠江・三河国まで支配していた駿河国の戦国大名今川義元は永禄3年、尾張に侵攻して織田信長に討たれた（桶狭間の戦い）。子の今川氏真が遺領を継いだが弱体化し、武田晴信は永禄11年（1568年）12月、今川領への侵攻を開始する（駿河侵攻）。この際、信玄は三河の徳川家康に同盟を持ちかけていたが、『三河物語』によれば徳川方は今川領の国分において駿河を武田領、遠江を徳川領と理解していたと考えられており、虎繁が伊奈衆を率いて遠江へ侵攻すると、これに対して抗議している。晴信は虎繁を撤退させることを約束しているが、この事件以後に武田・徳川同盟は崩壊している。
元亀元年（1570年）12月、虎繁が率いる甲斐と信濃の軍勢が、徳川氏の本拠地である三河へ向け進軍する途中で、東美濃国人の遠山氏の領地である恵那郡上村（現在の岐阜県恵那市上矢作町）に侵入。遠山氏及び徳川氏傘下の山家三方衆・三河衆の連合軍との間で合戦となったが、勝利を収めた（上村合戦）。その後、織田信長から派遣された明智光廉（三宅長閑斎）の軍勢と小田子村で戦った後、伊奈郡へ撤退した。
元亀2年（1571年）2月には下伊奈郡諸郷の人足を動員し、大嶋城の普請を命じられており、大嶋城の城代であったことが確認される。
元亀3年（1572年）10月、信玄は西上作戦を開始する。『当代記』によれば、虎繁は山県昌景と共に別働隊を率いて奥三河へ侵攻。三河の奥平氏や菅沼氏ら国人の諸城を陥落させた後、信玄本隊と合流した。同年末、東美濃国人の遠山氏が織田信長から離反して武田氏に帰属すると、虎繁は美濃方面を担当した。。
元亀4年（1573年）2月下旬に、織田掃部の肝煎りで、岩村城（恵那市岩村町）前城主遠山景任の未亡人で信長の叔母に当たるおつやの方と虎繁との婚姻が行われた（『甲陽軍鑑』）。また岩村遠山氏の養子として送られていた信長の五男・御坊丸（後の織田信房）を人質として甲斐に送った。
元亀4年/天正元年（1573年）3月6日、信玄の命で東美濃に向かい、前年に武田方に寝返っていた岩村城に入城した。以後、虎繁は大嶋城代と岩村城代を兼任する立場となる。『甲陽軍鑑 武田法性院信玄公御代惣人数事』では、虎繁は岩村在城で春近衆50騎を率い、他に坂西氏、知久氏、座光寺氏ら下伊奈国衆を指揮し、305騎を統率したと記す。
同年4月12日、武田信玄は信濃伊奈郡駒場において死去し、武田勢は甲斐へ撤兵した。

### 勝頼期の活動から処刑
信玄の死後は後継者の勝頼に仕える。「秋山家文書」によれば、天正元年12月25日には武田家の譜代家老である金丸筑前守（虎義）の三男・惣九郎（昌詮）を娘婿とし、養子に迎える。金丸氏から養子を迎えた背景には、岩村城代を兼任する立場から子息に恵まれないことを危惧したとも考えられている。なお、昌詮は天正7年（1579年）7月23日に病死し、筑前守の七男・源三郎（親久）が秋山氏を継承した。
天正3年（1575年）5月21日、長篠の戦いで武田軍は大敗し、織田・徳川勢は武田氏に対する反攻を強めた。その矛先は武田氏支配下の奥三河、東濃、遠江の諸城に向けられ、6月25日には三河武節城（愛知県豊田市武節町）を陥落させた。信長は嫡男の織田信忠に命じて岩村城を包囲させた（『信長公記』）。虎繁は春近衆・岩村衆を率いて防戦し、勝頼に対して救援を要請し、「諸州古文書」によれば、7月19日には武田信豊と小山田信茂が後詰として出陣することを連絡されるが、勝頼は遠江方面の防戦にも忙殺されていたため、実現には至らなかった。8月10日には日向虎頭が大嶋城へ派遣され、虎繁の同心衆は小山田昌成と保科正直の指示に従うことを伝えている。
同年11月に勝頼は岩村城へ向けて出兵するが、これに対して織田勢も岩村城への攻勢を強め（岩村城の戦い）、虎繁は城兵の助命を条件に信忠に降伏した。織田勢はこれに対し城兵を殺害し、虎繁は11月21日に捕縛されると岐阜へ連行され、11月26日に妻のおつやの方、家老の大嶋長利および座光寺越後守とともに長良川の河原で逆さ磔に処された（『信長公記』）。享年49。
『本土寺過去帳』や『甲斐国志』所引の秋山氏菩提寺『清運寺過去帳』によれば虎繁の法名は「浄国」、『開善寺過去帳』では「秋伯忠義禅定門」としている。

## 諱について
諱は『甲斐国志』による「信友（のぶとも）」や、近世の軍記物に拠る「春近（はるちか）」「晴近（はるちか）」「信近（のぶちか）」とする説もあったが、近年は『戦国遺文』『山梨県史』の編纂事業に伴う文書調査によって武田家臣の実名の確定作業が行われ、確実な諱は署判部分の写により「虎繁」であることが指摘されている。「虎」は武田信虎からの偏諱であると考えられている。また、実名の誤伝のうち「晴近」は虎繁の同心である「春近衆」が訛伝したと考えられている。

## 没後の供養
江戸時代前期の明暦3年（1657年）に岩村藩主となった丹羽氏純は、処刑された秋山虎繁と妻・おつやの方の祟りにより歴代の岩村藩主が遭難したり後嗣が夭折したりすると言われていたため、その祟りを鎮めるために、妙法寺境内に、天台宗の恵照山五佛（仏）寺を建て、丹羽氏明の母・香樹院の兄が剃髪して住職となった。五仏寺は丹羽氏が国替となった際に廃寺となったが、現在、妙法寺の境内には、秋山虎繁とおつやの方を供養する「まくら冢」が残っている。
虎繁・おつやの方の450年遠忌に合わせて、「春近五人衆・井上井月研究会」発起人である宮下玄覇（宮帯出版社社長）の呼びかけにより、まくら冢近くに二人の供養塔が建てられ、2024年（令和6年）12月24日に除幕式が行われた。宮下は同月14日、長野県駒ヶ根市の長春寺にも供養塔を建立している。

## 虎繁の子孫
金丸筑前守の子・秋山昌詮は虎繁の養子となるが天正7年（1579年）7月23日に病死し、筑前守の七男・源三郎（吉千代）が昌詮の遺言により秋山氏を継承する。「秋山家文書」によれば、源三郎は伊那郡の国衆・下条兵庫助の娘と婚姻した上で秋山氏を継承しており、兵庫助に虎繁の娘が嫁いでいたとも考えられている。源三郎は天正10年（1582年）3月11日に織田・徳川連合軍の武田領侵攻（甲州征伐）に際して、勝頼に従い戦死している。
『寛永諸家系図伝』によれば、源三郎には三歳の男子がおり、母方の縁を頼り伊豆国大平の土屋氏のもとへ落ち延びたとする伝承を記している。さらに、この男子は与兵衛を名乗り、伊豆国君沢郡安久村へ土着し、寛永13年（1636年）に死去したという。
一方、秋山氏の家伝文書を伝えた子孫家とされる家に秋山平太夫家があり、徳川将軍家譜代大名である水野氏に仕えている。同家には「秋山家文書」（山形大学附属博物館寄託）が伝わっているが、系図では昌詮・源三郎の記述がないことが指摘される。
「秋山家文書」に含まれる宝永6年（1704年）の先祖書や『甲斐国志』に拠れば、伯耆守（虎繁）の子孫に秋山民部右衛門（『甲斐国志』では式部右衛門尉）がおり、民部右衛門の孫・秋山平太夫が家伝文書を水野家に仕えたとしている。民部右衛門に関しては世代的観点から虎繁の父もしくは兄弟と見る説もある。また、『新編会津風土記』には天正8年（1580年）の史料に見られる「秋山式部右衛門尉」の存在を記しており、民部右衛門とは別人もしくは子息であると考えられている。
おつやの方との間に生まれた六太夫は、織田氏による岩村城落城前に落ち延びて、瀬戸内海の村上水軍に仕えていたが、慶長5年（1600年）、関ヶ原の戦いに連動して起きた伊予国松山での三津浜夜襲で討死したという。墓は広島県竹原市にあり、戒名は一朝智入信士。現在も六太夫の子孫を名乗る人物がいる。
また、生来病弱にして殆ど戦場に出ず、虎繁が岩村へ赴いた後に高遠城を退去して長岡村長照寺に移った太郎光近の子で虎繁孫に当たるとされる九左衛門尉信吉は、寛永9年（1633年）に旧領甲斐国稲積庄より信濃国諏訪郡有賀郷に移り、改姓して農に著き邑事を司ったとされる。正保3年（1646年）没。戒名は大源院正岳永山居士。現在も信吉の子孫が住んでいる。

## 関連作品

### 小説
- 鬼丸 智彦『城将―武田の忠臣・秋山信友の生涯』山梨日日新聞社出版部（2005年）

### 映像
- 風林火山（1969年、演：瑳川哲朗）
- おんな風林火山（1986年、演：宮崎達也）
- 風林火山（2007年、演：市瀬秀和）
- 歴史秘話ヒストリア「天空の城の女城主」（2017年、演：村上新悟）